# کریسانت بوش

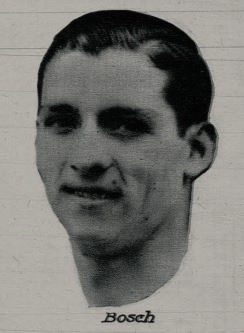
بوش در۱۹۲۹

کریسانت بوش (انگلیسی: Crisant Bosch؛ ۲۶ دسامبر ۱۹۰۷ – ۱۳ آوریل ۱۹۸۱) بازیکن فوتبال اهل اسپانیا بود.
از باشگاه‌هایی که در آن بازی کرده‌است می‌توان به باشگاه فوتبال اسپانیول اشاره کرد.
وی همچنین در تیم ملی فوتبال اسپانیا بازی کرده‌است.